# Председатель правительства Республики Коми
Председа́тель прави́тельства Республики Коми (в просторечии — премьер-министр), в соответствии с конституцией Республики Коми, возглавляет Правительство Республики Коми, определяет его основные направления деятельности и организует его работу.

## История
Согласно поправкам к Конституции от 19 декабря 2013 года и принятому Закону Республики Коми от 25 декабря 2013 года №140-РЗ «О Главе Республики Коми, Правительстве Республики Коми и органах в системе исполнительной власти Республики Коми» были закреплены полномочия председателя правительства, порядок его назначения, а также внесены корректировки в статус главы Республики Коми:
- Председателя правительства назначает Глава Республики на свой срок полномочий, по согласованию с Государственным Советом Коми (необходимо минимум 16 голосов из 30);
- Председатель правительства формирует структуру правительства и назначает себе заместителей;
- Глава Республики назначает себе только одного заместителя.

19 сентября 2014 года Владимир Тукмаков стал первым премьер-министром Республики Коми. После его отставки 10 марта 2016 года пост оставался вакантным в течение 9 лет. За это время 7 человек назначались исполняющими обязанности Председателя правительства. 21 февраля 2025 года Дмитрий Братыненко вступил в должность Председателя правительства Республики Коми.

## Полномочия
Полномочия определяются Законом Республики Коми от 26 декабря 2013 года N 140-РЗ «О Главе Республики Коми, Правительстве Республики Коми и органах в системе исполнительной власти Республики Коми».
Председатель правительства Республики Коми (по ст. 26 Закона «О Главе Республики Коми, Правительстве Республики Коми и органах в системе исполнительной власти Республики Коми»):
- организует текущую деятельность Правительства Республики Коми в соответствии с федеральным законодательством и законодательством Республики Коми;
- представляет Правительство Республики Коми в Республике Коми и за пределами территории Республики Коми;
- осуществляет в установленном законодательством порядке взаимодействие Правительства Республики Коми с федеральными органами государственной власти, органами государственной власти Республики Коми, органами местного самоуправления и организациями;
- ведёт заседания Правительства Республики Коми в случае, если он возглавляет Правительство Республики Коми;
- подписывает акты Правительства Республики Коми;
- представляет Главе Республики Коми предложения:
  - по назначению на должности лиц, указанных в подпункте "б" пункта 5 части 2 статьи 7 настоящего Закона;
  - по определению структуры органов исполнительной власти Республики Коми;
  - по наложению дисциплинарных взысканий, поощрению и награждению лиц, указанных в пунктах 3, 4, 8 и 10 части 1 статьи 3 настоящего Закона;
  - об обязанностях члена Правительства Республики Коми, осуществляющего свою деятельность на профессиональной постоянной основе;
  - о числе заместителей Председателя правительства Республики Коми;
- определяет обязанности члена Правительства Республики Коми, осуществляющего свою деятельность на профессиональной постоянной основе;
- ежегодно представляет Главе Республики Коми отчет о результатах деятельности Правительства Республики Коми, предложения об основных направлениях деятельности Правительства Республики Коми на соответствующий период;
- организует исполнение полномочий Правительства Республики Коми, возложенных на него федеральным законодательством и законодательством Республики Коми;
- подписывает согласие Правительства Республики Коми на отнесение поселения, городского округа, находящихся на территории Республики Коми, к ценовой зоне теплоснабжения в соответствии с Федеральным законом "О теплоснабжении";
- контролирует деятельность органов исполнительной власти Республики Коми;
- даёт поручения членам Правительства Республики Коми, руководителям иных органов исполнительных власти Республики Коми;
- осуществляет иные полномочия, установленные федеральными законами, Конституцией Республики Коми, законами Республики Коми и иными нормативными правовыми актами Республики Коми.

Также Председатель правительства Республики Коми в пределах своих полномочий издает распоряжения по:
- определению числа заместителей Председателя правительства Республики Коми;
- распределению обязанностей между заместителями Председателя правительства Республики Коми;
- возложению обязанностей Председателя правительства Республики Коми на период его отсутствия;
- иным текущим вопросам своей деятельности и деятельности своих заместителей;
- иным вопросам в соответствии с решениями Правительства Республики Коми.

### Исполнение обязанностей Главы Республики Коми
Согласно ст. 88 Конституции Республики Коми, когда Глава Республики Коми временно не может исполнять свои обязанности, их исполняет Председатель правительства Республики Коми или при его отсутствии — Первый заместитель Председателя правительства Республики Коми. В таком случае исполняющий обязанности Главы Республики Коми обладает всеми полномочиями губернатора, за исключением права:
- распускать Государственный Совет Республики Коми;
- вносить предложения о проведении референдума Республики Коми, об изменении Конституции Республики Коми;
- формировать Правительство Республики Коми;
- принимать решение об отставке Правительства Республики Коми;
- определять структуру органов исполнительной власти Республики Коми;
- назначать на должности должностных лиц Республики Коми в системе исполнительной власти Республики Коми в соответствии с законом Республики Коми..

### Решение Конституционного суда
22 июня 2020 года Конституционный суд Республики Коми на запрос депутатов Государственного совета Коми ответил, что право главы Коми возглавить правительство и вести его заседания не противоречит Конституции Коми, «поскольку глава как высшее должностное лицо является руководителем сформированного им же правительства, представляет в Государственный совет ежегодный отчёт о результатах деятельности этого органа и в любое время может принять решение о его отставке». Предусмотренную в законодательстве должность председателя правительства суд назвал альтернативным вариантом в случае, если высшее должностное лицо республики по тем или иным причинам не примет на себя обязанность по непосредственному руководству правительством. В случае временной невозможности исполнения высшим должностным лицом полномочий главы и председателя правительства они будут возложены на первого вице-премьера или на кого-либо из заместителей правительства.
Кроме того, суд определил, что досрочная отставка главы Коми и назначение по указу президента России временно исполняющего обязанности главы также не является законным основанием отставки правительства республики, так как вопрос безусловного сложения правительством своих полномочий и последующее формирование нового высшего органа исполнительной власти непосредственно связаны с избранием главы на новый срок и вступлением его в должность.

## Отставка и замещение Председателя правительства
Председатель правительства Республики Коми назначается на должность на срок полномочий Главы Республики Коми. Глава Республики Коми может в любое время принять решение об отставке Правительства Республики Коми. При этом Председатель правительства Республики Коми в любое время может сам объявить о своей отставке. Это одновременно влечёт за собой отставку всего Правительства Республики Коми. Председатель правительства сохраняет свои полномочия до вступления в должность вновь назначенного Председателя правительства Республики Коми.
В случае временного отсутствия Председателя правительства Республики Коми (отпуск, болезнь, командировка) его обязанности исполняет один из заместителей Председателя правительства Республики Коми.

## Список председателей правительства
| №     | Фото            | Имя                           | Срок полномочий  | Срок полномочий | Примечание |
| ----- | --------------- | ----------------------------- | ---------------- | --------------- | --- |
| 1     |                 | Владимир Алексеевич Тукмаков  | 19 сентября 2014 | 10 марта 2016   | Назначен на должность распоряжением Главы Республики Коми от 19 сентября 2014 года № 273-р после голосования Государственного Совета по кандидатуре Тукмакова. Распоряжением Главы Республики Коми от 10 марта 2016 года № 51-р освобождён от должности в связи с утратой доверия.                |
| и. о. |                 | Лариса Владимировна Максимова | 24 марта 2016    | 27 мая 2019     | Исполнение полномочий возложено распоряжением Главы Республики Коми от 24 марта 2016 года № 105-р, затем распоряжением Главы Республики Коми от 20 октября 2016 года № 346-р. Распоряжением Главы Республики Коми от 29 мая 2019 года № 122-р освобождена от должности в связи с утратой доверия. |
| и. о. |                 | Михаил Юрьевич Порядин        | 27 мая 2019      | 2 апреля 2020   | Исполнение полномочий возложено распоряжением Главы Республики Коми от 27 мая 2019 года № 119-р, затем распоряжением Главы Республики Коми от 24 июня 2019 года № 140-р. |
| и. о. |                 | Илья Васильевич Семяшкин      | 2 апреля 2020    | 9 апреля 2020   | Исполнение полномочий возложено распоряжением Главы Республики Коми от 02 апреля 2020 года № 59-р. |
| и. о. |                 | Галина Зиславовна Рубцова     | 10 апреля 2020   | 4 ноября 2020   | Исполнение полномочий возложено распоряжением Главы Республики Коми от 10 апреля 2020 года № 82-р, затем распоряжением Главы Республики Коми от 20 октября 2020 года № 289-р. |
| и. о. |                 | Игорь Борисович Булатов       | 5 ноября 2020    | 17 января 2022  | Исполнение полномочий возложено распоряжением Главы Республики Коми от 05 ноября 2020 года № 332-р. |
| и. о. |                 | Эльмира Ахтямовна Ахмеева     | 18 января 2022   | 8 января 2025   | Исполнение полномочий возложено распоряжением Главы Республики Коми от 18 января 2022 года № 10-р, затем распоряжением Главы Республики Коми от 27 апреля 2022 года № 154-р. |
| и. о. |                 | Дмитрий Фёдорович Братыненко  | 9 января 2025    | 20 февраля 2025 | Исполнение обязанностей возложено распоряжением Главы Республики Коми от 9 января 2025 года № 2-р. 20 февраля 2025 года депутаты Государственного Совета проголосовали за назначение Братыненко на должность председателя правительства 20 голосами против 4, при одном отсутствующем.            |
| 2     | 21 февраля 2025 | Дмитрий Фёдорович Братыненко  | в должности      |                 | Исполнение обязанностей возложено распоряжением Главы Республики Коми от 9 января 2025 года № 2-р. 20 февраля 2025 года депутаты Государственного Совета проголосовали за назначение Братыненко на должность председателя правительства 20 голосами против 4, при одном отсутствующем.            |